# Gastrotheca chrysosticta
Gastrotheca chrysosticta es una especie de anfibios de la familia Amphignathodontidae.
Habita en Argentina y Bolivia.
Su hábitat natural se centra en bosques bajos y secos.
Está amenazada de extinción por la pérdida de su hábitat natural.